# توني كورتيس
توني كورتيس (بالإنجليزية: Tony Curtis)‏ هو لاعب كرة قدم أمريكية أمريكي، ولد في 11 فبراير 1983 في Fort Lewis (Washington) ‏ في الولايات المتحدة.

## وصلات خارجية
- توني كورتيس على موقع مرجع كرة القدم المحترفة.كوم (الإنجليزية)